# Gordon Moore
Gordon Moore   (San Francisco, 3 de gener de 1929 - Waimea, 24 de març de 2023) va ser cofundador de Fairchild Semiconductor el 1957 i posteriorment d'Intel el 1968 i es va fer famós per l'anomenada Llei de Moore, formulada el 1965 i corregida el 1975.

## Primers anys de vida i educació
Moore va néixer a  San Francisco, i va créixer a Pescadero, Califòrnia; on el seu pare era el sheriff del comtat. Va assistir al Sequoia High School a  Redwood City.
Inicialment va anar a la Universitat Estatal de San José. Després de dos anys es va traslladar a la Universitat de Califòrnia a Berkeley, on va obtenir un Bachelor of Science en química el 1950.
Al septembre del 1950, Moore es va matricular al Institut Tecnològic de Califòrnia (Caltech) on va obtenir un Ph.D. en química al 1954. Moore va fer investigació postdoctoral al Laboratori de Física Aplicada a la Universitat Johns Hopkins de 1953 al 1956.

## Família
Moore va conèixer la seva dona, Betty Irene Whitaker, mentre assistia a la Universitat Estatal de San José, prèviament als seus estudis a Berkeley. Gordon i Betty es van casar el 9 de setembre de 1950, i van sortir l'endemà per traslladar-se a  Caltech. La parella té dos fills, Kenneth i Steven.

## Carrera científica

### Laboratori de Fairchild Semiconductor
Moore es va unir a l'equip de Caltech William Shockley al laboratori de semiconductors Shockley de Beckman Instruments, però es va retirar juntament amb els "Traitorous Eight" (vuit traïdors), quan Sherman Fairchild va acordar donar-los suport i va crear l'influent corporació Fairchild Semiconductor.

### Llei de Moore
El 1965, Moore treballava com a director d'investigació i desenvolupament (R&D) a Fairchild Semiconductor. La revista Electronics li va preguntar predir què passaria a la indústria de components de semiconductors durant els propers deu anys. En un article publicat el 19 d'abril de 1965, Moore va observar que la quantitat de components (transistors, resistències, díodes o condensadors) en circuits integrats es duplicaven aproximadament cada any, i va especular que continuaria fent-ho per a almenys els pròxims deu anys. El 1975, va revisar la taxa de previsió a aproximadament cada dos anys. Carver Mead va popularitzar la frase "Llei de Moore". La predicció s'ha convertit en un objectiu de miniaturització en la indústria dels semiconductors i ha tingut un impacte generalitzat en moltes àrees del canvi tecnològic.

### Corporació Intel
El juliol de 1968, juntament amb Robert Noyce, va fundar NM Electronics que posteriorment es va convertir en Intelon va treballar com a Vicepresident executiu fins al 1975 quan es va convertir en president. L'abril del 1979, es va convertir en president i director executiu, mantenint aquesta posició fins l'abril de 1987, quan es va convertir en president. Va ser nomenat president emèrit de la junta directiva el 1997 i es la manera en la que col·labora actualment. Sota Noyce, Moore i posteriorment Andrew Grove, Intel ha estat pioner en les noves tecnologies en les àrees de memòria d'ordinador, circuits integrats i disseny de microprocessadors.

## Filantropia
L'any 2000, Betty i Gordon Moore van establir la Fundació Gordon i Betty Moore, amb una donació d'uns 5 mil milions de dòlars. A través de la fundació, es van centrar inicialment en la conservació del medi ambient, la ciència i l'àrea de la badia de San Francisco.
La fundació dona extensament en l'àrea de conservació del medi ambient, donant suport a projectes importants a la Conca amazònica i a la zona de la Badia de San Francisco, entre d'altres. Moore va ser director de l'organització ambiental nord-americana sense ànim de lucre Conservation International durant alguns anys. Al 2002, ell i el vicepresident sènior de Conservation International, Claude Gascon, van rebre l'Ordre de l'Arc d'Or del Príncep Bernhard de Lippe-Biesterfeld per les seves contribucions destacades a la conservació de la natura.
Moore ha estat membre de la junta directiva de Caltech des de 1983, presidint-la entre 1993 i 2000. Actualment, i des del 1994, és un fideïcomissari vitalici de Caltech. Al 2001, Moore i la seva dona van donar 600 milions de dòlars a Caltech, en aquell moment la major donació a una institució d'educació superior. Amb aquesta donació, Moore pretenia mantenir a Caltech com a líders de investigació i tecnologia.
Al desembre de 2007, Moore i la seva dona van donar 200 milions de dòlars al  Caltech i la Universitat de Califòrnia per a la construcció del Thirty Meter Telescope (TMT), que s'espera que es converteixi en el segon telescopi òptic més gran del món una vegada que aquest i el European Extremely Large Telescope (E-ELT) es completin a mitjans del 2020. El TMT tindrà un mirall segmentat de 30 metres d'alçada i estarà construït sobre Mauna Kea a Hawaii. Aquest mirall serà gairebé tres vegades més gran que el titular del record actual, el Large Binocular Telescope (LBT). Els Moores, com a individus i per mitjà de la seva fundació, també han ofert, a través d'una sèrie de donacions i subvencions, més de 110 milions de dòlars a la Universitat de Califòrnia a Berkeley.
A més, a través de la Fundació, Betty Moore ha creat la Iniciativa d'Infermeria Betty Irene Moore, dirigida a l'atenció d'infermeria a la zona de la Badia de San Francisco i a l'àrea metropolitana de Sacramento. El 2007, la fundació va prometre 100 milions de dòlars en 11 anys per establir una escola d'infermeria a la Universitat de Califòrnia a Davis.
El 2009, els Moores van rebre la medalla Carnegie a la filantropia (Carnegie Medal of Philanthropy) atorgat per la família d'institucions Carnegie.

## Premis i honors científics
Moore ha rebut molts honors. Es va fer membre de l'Acadèmia Nacional d'Enginyeria (NAE) el 1976.
El 1990, al Moore se li va ser atorgat la Medalla Nacional de Tecnologia i Innovació pel president  George H.W. Bush, "pel seu lideratge influent en aportar a la indústria nord-americana les dues grans innovacions de la microelectrònica de la postguerra: la memòria integrada a gran escala i el microprocessador, que han alimentat la revolució de la informació".
El 1998 va ser nomenat membre del Museu Històric d'Ordinadors a  Mountain View, Califòrnia; "pel seu primer treball fonamental en el disseny i producció de dispositius semiconductors com cofundador de Fairchild i Intel".
El 2001, Moore va rebre la Othmer Gold Medal per contribucions destacades als avenços en química i ciència.
Moore també és el posseïdor de la Medalla Presidencial de la Llibertat, el màxim honor civil dels Estats Units, des de l'any 2002. Va rebre el premi del president George W. Bush. El 2002, Moore també va rebre el Premi Bower per a Lideratge Empresarial.
El 2003, va ser elegit membre de l'Associació americana per l'avanç de la ciència.
Moore va ser guardonada amb la Medalla d'Honor de l'IEEE de l'any 2008 per "rols tècnics pioners en el processament de circuits integrats i lideratge en el desenvolupament de memòria MOS, l'ordinador del microprocessador i la indústria dels semiconductors". Moore va aparèixer a la pel·lícula documental Something Ventured que es va estrenar el 2011.
El 2009, Moore va ser ingressat al Saló de la Fama dels inventors nacionals (en  anglès National Inventors Hall of Fame amb  acrònim NIHF).
Va ser guardonat amb el Future Dan David Prize de l'any 2010 pel seu treball en les àrees d'Informàtica i Telecomunicacions.
La biblioteca del Centre de Ciències Matemàtiques de la Universitat de Cambridge porta el nom d'ell i de la seva dona Betty, igual que l'edifici de Laboratories Moore (dedicat 1996) a  Caltech i l'Edifici de Recerca de Materials Gordon i Betty Moore de Stanford.
La Societat Electroquímica (Electrochemical Society) presenta un premi en el nom de Moore, la Gordon E. Moore Medal for Outstanding Achievement in Solid State Science and Technology, cada dos anys per celebrar les contribucions excepcionals dels científics al camp de la ciència i la tecnologia de l'estat sòlid. La Societat d'Indústria Química (Secció Americana) presenta anualment la Medalla Gordon E. Moore en el seu honor per reconèixer l'èxit professional en carreres per la innovació en les indústries químiques.
El 2016 va rebre la medalla de la UCSF.

## Vida personal
Moore va ser un àvid pescador des de la infància, recorrent àmpliament tot el món a la captura de diverses espècies. Ha dit que els seus esforços de conservació estan parcialment inspirats pel seu interès per la pesca.
El 2011 el seu genoma va ser el primer genoma humà seqüenciat a la màquina per la seqüenciació per Ion Torrent de Genòmica Personal, un dispositiu de seqüenciació massivament paral·lel. El dispositiu d'Ion Torrent obté informació de seqüència detectant directament els ions produïts per la síntesi de polimerasa d'ADN mitjançant sensors transistors d'efectes de camp sensibles a ions.